# Moisés Arias
Moisés Arias (Nueva York, 18 de abril de 1994) es un actor Colombo-estadounidense Conocido por su papel de Rico Suave en la serie de Disney Channel, Hannah Montana. Actualmente interpreta a Norm MacLean en Fallout, la serie de Amazon Prime Video.

## Biografía
Moisés Arias nació en Nueva York. Sus padres son de origen colombiano y tiene un hermano menor, Mateo Arias, también actor. Ambos hermanos tomaron clases de actuación en una escuela de teatro. Él fue descubierto en enero de 2005, cuando participó en un concurso de actuación y modelaje.
Moisés ha realizado apariciones especiales en series como The Suite Life of Zack & Cody, Everybody Hates Chris y Wizards of Waverly Place. Tuvo un papel recurrente como Rico en Hannah Montana. En 2009 participó en la película original de Disney Channel Dadnapped.
Participó en los primeros y segundos juegos Disney Channel Games en el equipo rojo y en los terceros juegos en el equipo amarillo ('Cometas').
Apareció en videos musicales para los artistas Pearl Jam[cita requerida], Jonas Brothers, en la canción "SOS", y Parmalee. En 2006 trabajó en la película Nacho Libre en un papel menor.
En la serie Wizards of Waverly Place interpretó a la conciencia de Max (Jake T. Austin).
Arias y su hermano dirigieron una serie en YouTube bajo el nombre de usuario Moiswashere. En 2009, trabajaron en la película Motocross Madness.
A mediados de 2012, Arias filmó The Kings of Summer, cuya premier fue el 19 de enero de 2013. La película obtuvo comentarios positivos en el Festival de Cine de Sundance de 2013.
En 2019, Moisés intepretó a Poe Ramírez en el drama romántico A dos metros de ti.Al año siguiente, participó como Luca Jones en la serie de drama médico The Good Doctor. En 2024, interpretó a Norm MacLean en la serie de Prime Video Fallout, que está basada en el videojuego del mismo nombre.

## Filmografía

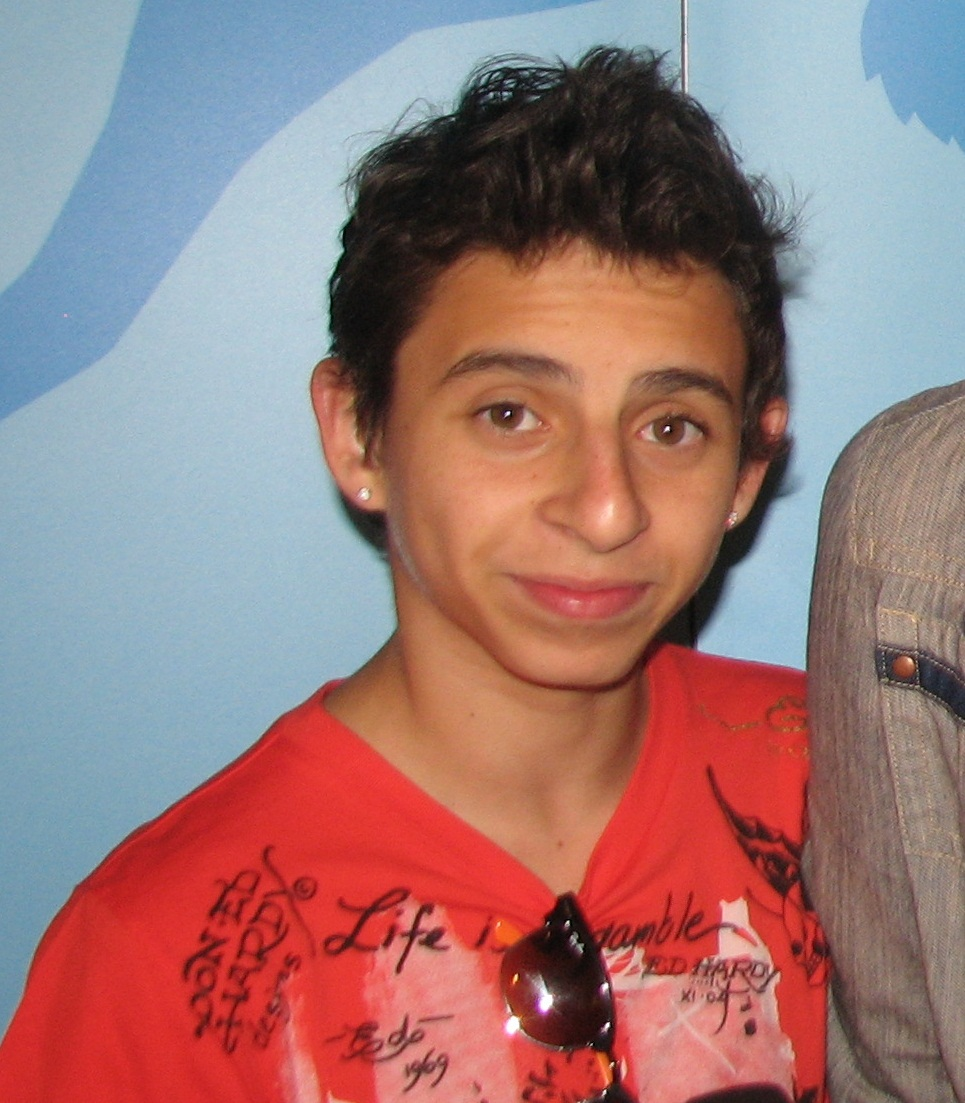
Arias en 2010

### Cine y televisión
| Año       | Título                          | Rol               | Notas                                                                                                  |
| --------- | ------------------------------- | ----------------- | --- |
| 2005      | Everybody Hates Chris           | Niño N.º 5        | Episodio: "Everybody Hates Chris"                                                                      |
| 2006      | Dive Olly Dive                  | Olly (Voz)        | 6 episodios                                                                                            |
| 2006      | The Suite Life of Zack and Cody | Randall           | Episodio: "Day Care"                                                                                   |
| 2006      | Nacho Libre                     | Juan Pablo        | Personaje secundario. Película                                                                         |
| 2006-2011 | Hannah Montana                  | Rico Suave        | Personaje recurrente (temporada 1); personaje principal (temporada 2-4). Serie de TV de Disney Channel |
| 2008      | Beethoven's Big Break           | Billy             | |
| 2009      | Dadnapped                       | Andre             | Personaje principal: Película                                                                          |
| 2009      | The Perfect Game                | Mario Ontiveros   | Personaje principal: Película                                                                          |
| 2009      | Hannah Montana: La película     | Rico Suave        | Personaje secundario. Película                                                                         |
| 2009      | Astro Boy                       | Zane              | Voz |
| 2009      | Wizards of Waverly Place        | Conciencia de Max | Tercera temporada, 3 episodios: Serie de TV de Disney Channel                                          |
| 2011      | Love Bites                      | Jeff              | Episodio: "Sky High"                                                                                   |
| 2011      | We the Party                    | Quicktime         | Personaje principal: Película                                                                          |
| 2012-2013 | The Middle                      | Matt              | Papel secundario: Serie de televisión                                                                  |
| 2012      | Noobz                           | Hollywood         | Película                                                                                               |
| 2013      | The Kings of Summer             | Biaggio           | Personaje principal: Película                                                                          |
| 2013      | El juego de Ender               | Bonzo Madrid      | Personaje antagónico: Película                                                                         |
| 2013      | Despicable Me 2                 | Antonio Pérez     | Película (Voz)                                                                                         |
| 2015      | The Stanford Prison Experiment  | Actor             | Personaje secundario: Película                                                                         |
| 2016      | Ben-Hur                         | Dimas             | Personaje secundario: Película                                                                         |
| 2016-2017 | Jean-Claude Van Johnson         | Luis              | Personaje recurrente: Serie de Prime Video                                                             |
| 2017      | Pitch Perfect 3                 | Pimp-Lo           | Personaje secundario: Película                                                                         |
| 2019      | Five Feet Apart                 | Poe               | Personaje secundario: Película                                                                         |
| 2019      | Monos                           | Patagrande        | Personaje Principal: Película                                                                          |
| 2019      | The Good Doctor                 | Paciente: Luca    | Tercera temporada, Episodio 11: Serie de televisión.                                                   |
| 2020      | The King of Staten Island       | Igor              | Personaje secundario: Película                                                                         |
| 2021      | City of Ghosts                  | Prizak            | Serie de podcast; 4 episodios                                                                          |
| 2022      | Samaritan                       | Reza              | Personaje secundario: Película                                                                         |
| 2023      | Divinity                        | Star              | Personaje secundario: Película                                                                         |
| 2024      | Fallout                         | Norm              | Personaje secundario: serie de Prime Video                                                             |

## Videos musicales
| Año  | Artista        | Canción     |
| ---- | -------------- | ----------- |
| 2007 | Jonas Brothers | SOS         |
| 2012 | Jaden Smith    | Gonzoes     |
| 2012 | Jaden Smith    | The Coolest |
| 2013 | Nuria Lozano   | Viejoven    |
| 2013 | Jaden Smith    | Shakespeare |